# Striemen

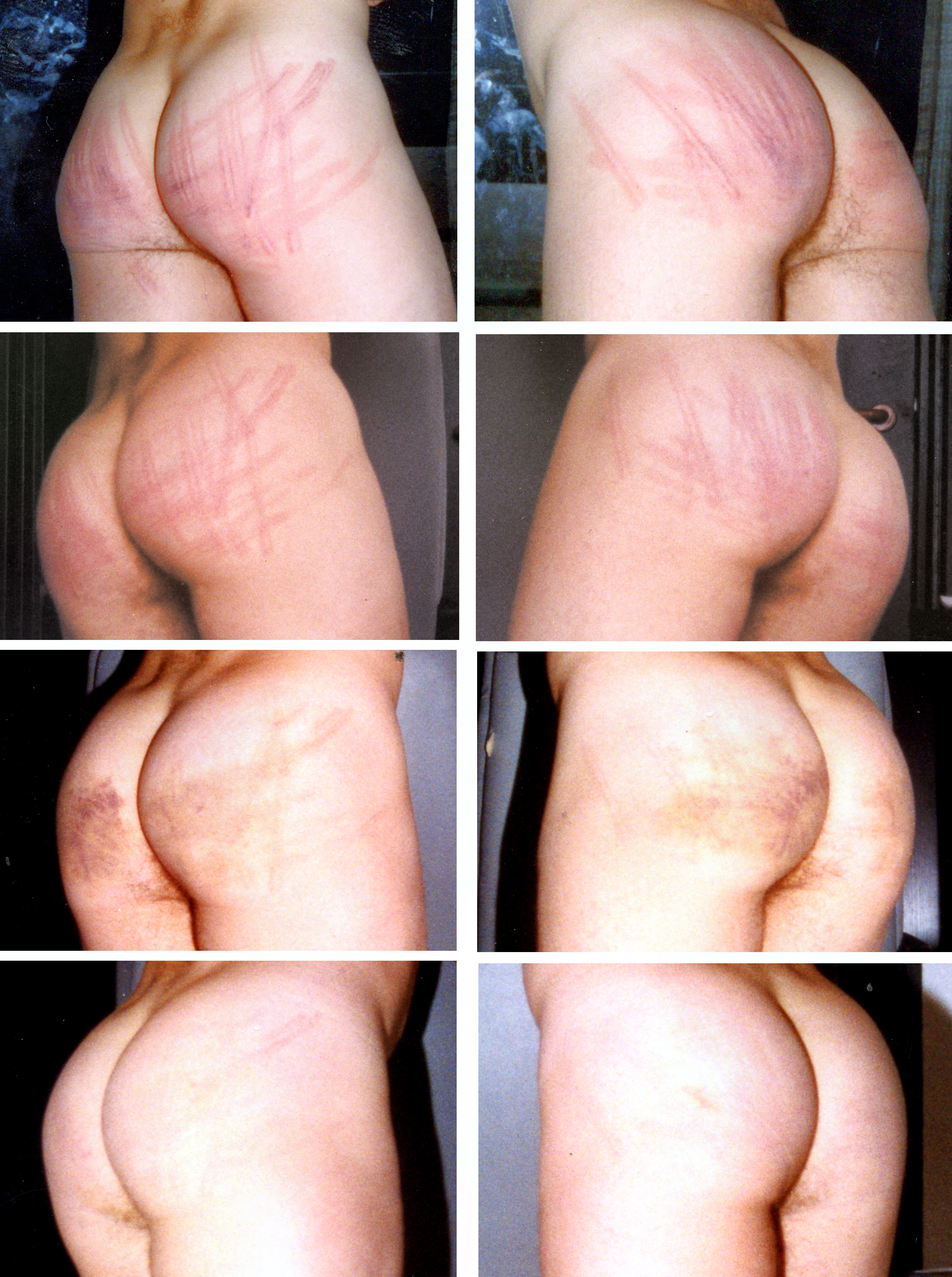
Die Fotos zeigen das Gesäß eines 47-jährigen Mannes nach einem erotischen Spanking und das Abheilen der Striemen nach 1, 4 und 12 Tagen.

Der Striemen, selten die Strieme, ist ein blutunterlaufener Streifen auf der Haut. Es handelt sich dabei um ein Hämatom. Striemen entstehen als Folgen der Einwirkung stumpfer Gewalt auf den Körper mit länglichen Gegenständen ohne scharfe Kanten. Striemen durchlaufen bei der Abheilung wie andere Hämatome verschiedene Phasen, von Rot über Blau und Braun hin zu Grün bis zu Gelb; dadurch lässt sich ihr ungefähres Alter bestimmen. Eine typische Form der Striemen – wenn das Schlagwerkzeug nicht flächig ist – sind Doppelstriemen. Sie treten nach Schlägen mit stockähnlichen, langen Gegenständen auf, etwa einem Rohrstock, einer Gerte oder einem Schlauch. Durch die Energie des auf die Haut treffenden Schlagwerkzeugs wird die Gewebeflüssigkeit bzw. Gewebematrix an die Außenseiten des Instruments gedrängt. Dabei bleibt ein eher anämisches, helleres Hautareal zurück, die Auftrefffläche des Schlagwerkzeugs auf die Haut also meist verletzungsfrei. Jedoch reißen an den Rändern des auftreffenden Gegenstands unter der Haut gelegene Kapillargefäße ein, was zu zwei parallelen, streifigen Hautein- und -unterblutungen führt. Derartige Doppelstriemen bei einem Kind sind immer misshandlungsverdächtig und bedürfen der Abklärung. Bei Erwachsenen findet man solche Doppelstriemen zum Beispiel beim Spanking als eine Ausprägung der Pygophilie.